# Крајпуташ Ранку Илићу у Сврачковцима
 Крајпуташ Ранку Илићу у Сврачковцима (Општина Горњи Милановац) налази се у непосредној близини Ибарске магистрале. Подигнут је Ранку Илићу из Сврачковаца, учеснику Јаворског рата.

## Опис споменика
Крајпуташ припада типу капаша. Исклесан је од црвенкастог грабовичког камена. Висина стуба износи 135 cm, а ширина страница 40 и 16 cm. Стуб се завршава „капом” димензија 15х50х40 cm. Добро очуван, али у великој мери заклоњен стаблом цера.
На предњој страни плитко је уклесана представа војника у ставу мирно, руку прислоњених уз тело, без оружја. Униформа је приказана плошно, без детаља, осим дугмади и стилизоване мале капе. Око главе, у форми ореола, лучно је уклесан натпис: РАНКО ИЛИЋ.
Полеђина споменика богатије је украшена. Унутар цик-цак правоугаоника димензија 34х42 cm уклесан је звездасти крст са постољем, испод кога је натпис у декоративном раму.
У врху јужне бочне стране уклесана је розета пречника 12 cm, испод које су пушка и бајонет. Са супротне, северне стране приказан је правоугаони орнамент нејасног значења, испод кога су пиштољ и рударска лампа-карбитуша, што наводи на претпоставку да је био рудар.

## Епитаф
Текст епитафа уклесан је у 14 редова:
ОВАЈ ЖАЛОСНИ СПОМЕНИК
РАНКА ИЛИЋА ИЗ СВРАЧКОВАЦА.
РОЂЕН 1836. Г.
А ПОГИБЕ НА ЈАВОРУ 1876. Г.
БРАНЕЋИ СВОЈУ ОТАЏБИНУ
У СВОЈИ 28 Г.
КАО КАПЛАР
ОВАЈ СПОМЕН ПОДИЖЕ МУ
БРАТ СТЕВАН ИЛ